# Alfeld (Bavière)
Pour les articles homonymes, voir Alfeld.
Alfeld est une commune de Bavière (Allemagne), située dans l'arrondissement du Pays-de-Nuremberg, dans le district de Moyenne-Franconie.

## Photos

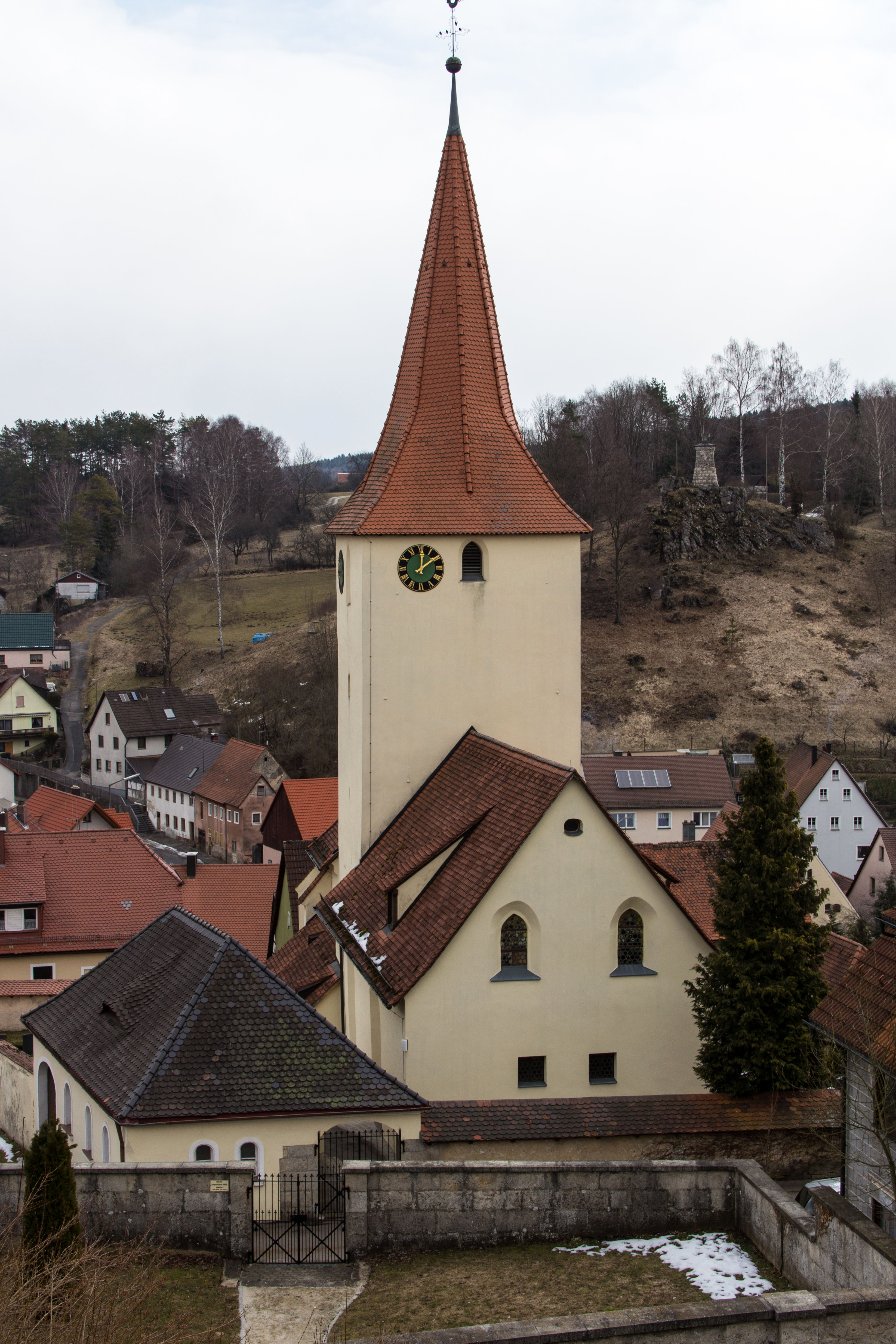
Église à Alfeld
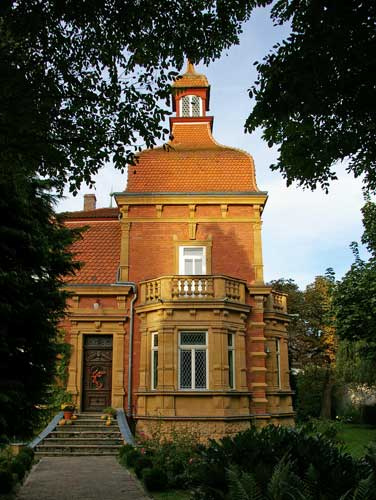
Villa à Alfeld
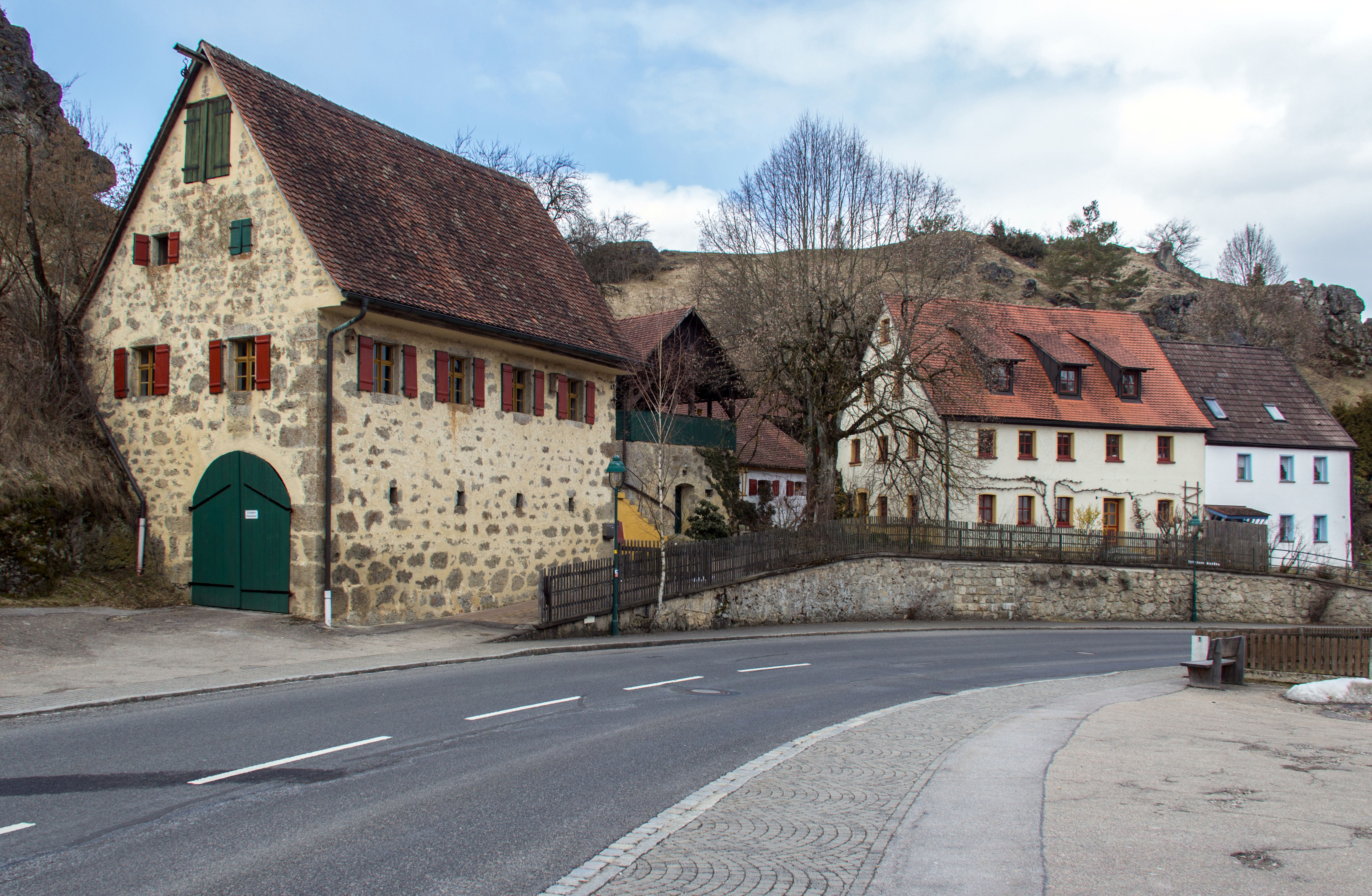
Centre-ville
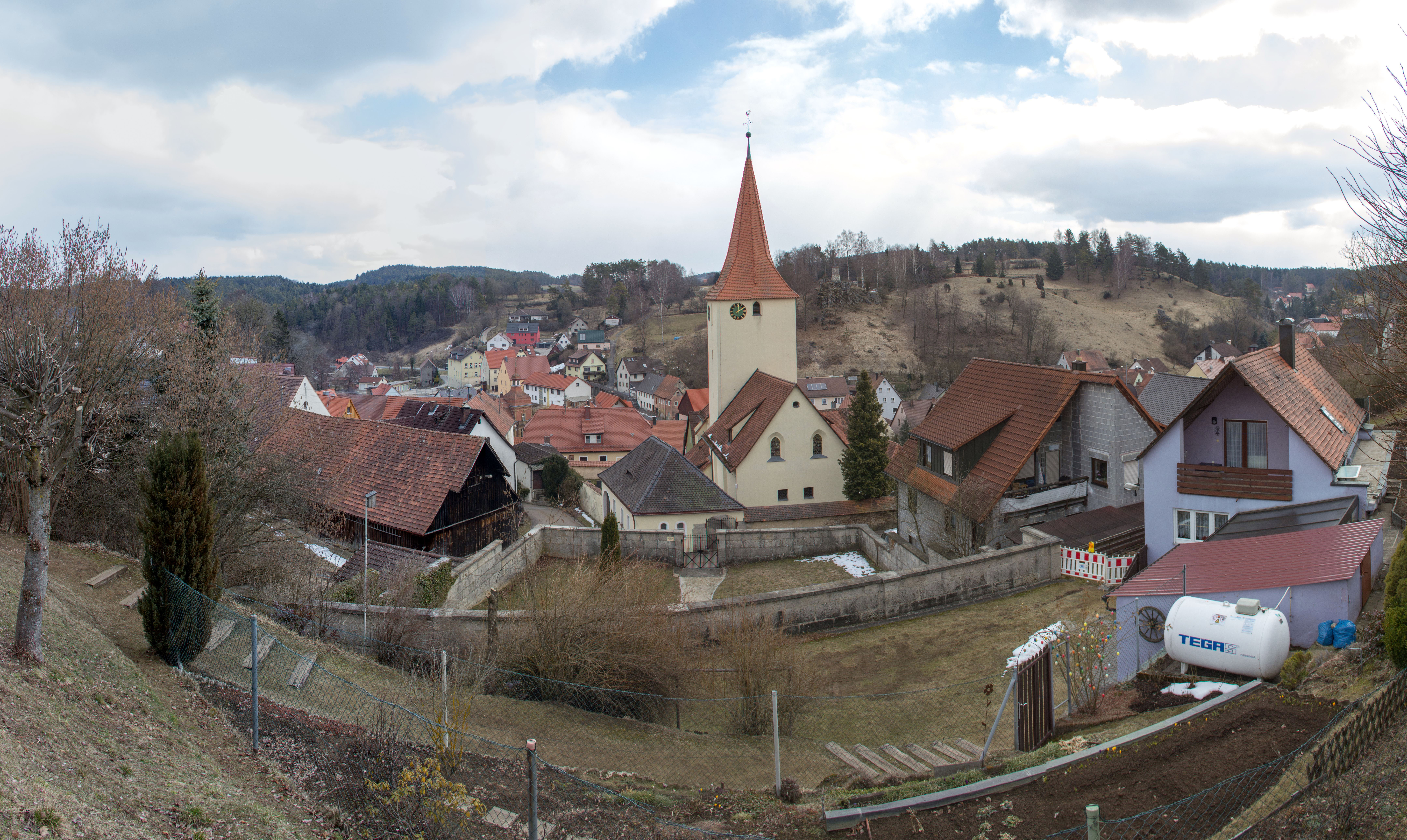
Panorama